# Estación Elordi
Elordi es una estación ferroviaria ubicada en la localidad de Massey, en el Partido de General Villegas, Provincia de Buenos Aires, Argentina.

## Ubicación
La estación se encuentra ubicada a 10 km al oeste de la ciudad de General Villegas. provincia de Buenos Aires

## Servicios
No presta servicios de pasajeros desde agosto de 2015.
Sus vías están concesionadas a la empresa de cargas Ferroexpreso Pampeano